# Жан-Юг Англад
Жан-Юг Англа́д (фр. Jean-Hugues Anglade; нар. 29 липня 1955, Туар, Де-Севр, Франція) — французький актор, кінорежисер. Неодноразовий номінант та лауреат премії «Сезар» 1995 року за найкращу чоловічу роль другого плану у фільмі «Королева Марго» .

## Біографія та кар'єра
Жан-Юг Англад народився в Туарі, департамент Де-Севр у Франції. Його батько був ветеринаром, мати — соціальним працівником. Будучи підлітком, він захоплювався музикою, потім зацікавився кінематографом. Освіту здобув у паризькій Консерваторії драматичного мистецтва під керівництвом Антуана Вітеса. Після навчання Жан-Юг Англад почав працювати у театрі та зніматися в кіно. Дебютував маленькою роллю у фільмі П'єра Скрині «Нескромність» (фр. L'indiscretion). У 1983 році Англад зіграв роль Анрі, гомосексуала, що нещодавно усвідомило свою орієнтацію, у кримінальній драмі Патріса Шеро «Поранена людина» та був номінований на премію «Сезар» як «Найперспективніший актор».
У 1984 році Жан-Юг Англад зіграв невелику роль у стрічці Люка Бессона «Підземка», яка була номінована на «Сезара» у 13 категоріях, у тому числі й за найкращу чоловічу роль другого плану.
Міжнародну популярність Англаду принесла головна роль у фільмі Жана-Жака Бенекса «Тридцять сім і два шоранку», який був номінований на премію «Оскар» у категорії «Найкращий фільм на іноземній мові». У 1990 році актор продовжив співпрацю з Бессоном, зігравши у його трилері «Нікіта», а через чотири роки він з'явився в епізодичній ролі в найвідомішому фільмі Бессона — «Леон». У тому ж році Жан-Юг зіграв у драмі Роджера Евері «Убити Зої» та в історичному фільмі Патріса Шеро «Королева Марго». Роль короля Франції Карла IX принесла йому ще одну номінацію на «Сезара» за найкращу чоловічу роль другого плану, яку Англад зрештою виграв.
У 1997 році Жан-Юг Англад дебютував як режисер, знявши за власним сценарієм романтичну драму «Тонка», яка розповідає про кохання спортсмена-бігуна до тамільської дівчини, що випадково потрапила йому на очі у паризькому аеропорту. Головну жіночу роль в картині виконала його тодішня подруга, модель індійського походження Памела Су.
На початку 2000-х Жан-Юг Англад став брати участь у голлівудських проектах. У 2000 році він з'явився у трилері «Невинні» разом з Конні Нільсен, а у 2004-му зіграв роль поліцейського-канадця у кримінальній драмі «Забираючи життя», де його партнеркою стала Анджеліна Джолі. Жоден з цих фільмів не мав успіху. У рідній Франції справи актора також йшли не занадто добре: черга провалів в кіно привела до того, що він став частіше зніматися в телесеріалах. Саме серіали змогли повернути акторові колишню популярність: у 2009 році він виконав роль поліцейського Еріка Каплана в успішному телевізійному проекті «Braquo». Потім Жан-Юга Англада було знову номіновано на «Сезара» за роль у драмі Патріса Шеро «Переслідування» (2009), де також знялися Шарлота Генсбур та Ромен Дюріс.

## Особисте життя
Жан-Юг Англад від стосунків з Малі Лекомте має двох синів — П'єра-Луї (нар. 2001) та Еміля (2002).
21 серпня 2015 року Жан-Юга Англада було поранено під час нападу озброєним невідомим на пасажирів швидкісного потяга Thalys, що слідував за маршрутом Амстердам-Париж. Актор отримав легке поранення в руку і був госпіталізований.

## Фільмографія (вибіркова)
| Рік  | Українська назва           | Оригінальна назва                   | Роль            |
| ---- | -------------------------- | ----------------------------------- | --------------- |
| 1983 | Поранена людина            | L'Homme blessé                      | Анрі            |
| 1984 | Діагональ слона            | La Diagonale du fou                 | Міллер          |
| 1985 | Підземка                   | Subway                              | Роллер          |
| 1986 | Тридцять сім і два щоранку | 37°2 le matin                       | Зорг            |
| 1987 | Любовна недуга             | Maladie d'amour                     | Клеман Котрель  |
| 1989 | Індійський ноктюрн         | Nocturne indien                     | Ксав'є          |
| 1990 | Нікіта                     | Nikita                              | Марко           |
| 1994 | Королева Марго             | La Reine Margot                     | Карл IX         |
| 1994 | Убити Зої                  | Killing Zoe                         | Ерік            |
| 1994 | Леон                       | Léon                                | камео           |
| 1995 | Скажи мені «Так»           | Dis-moi oui                         | Стефан          |
| 1995 | Неллі та пан Арно          | Nelly et Monsieur Arnaud            | Венсан Гранек   |
| 1996 | Максимальний ризик         | Maximum Risk                        | Себастьян       |
| 2000 | Пригоди трупа              | Mortel Transfert                    | Мішель Дюран    |
| 2002 | Пекло                      | Sueurs                              | Гарві           |
| 2003 | Легше верблюдові           | Il est plus facile pour un chameau… | П'єр            |
| 2004 | Забираючи життя            | Taking Lives                        | Дюваль          |
| 2009 | Переслідування             | Persécution                         | божевільний     |
| 2010 | Маркіз                     | Le marquis                          | Джо             |
| 2011 | Мінери 27                  | Mineurs 27                          | капітан Дешарне |
| 2012 | Вірні друзі                | Amities sinceres                    | Поль            |
| 2014 | Дев'ята хмара              | The Ninth Cloud                     | Джонні          |
| 2015 | Я солдат                   | Je suis un soldat                   |                 |
| 2015 | Субурра                    | Suburra                             |                 |
| 2018 | Щасливі невдахи            | Le Grand Bain                       | Сімон           |

## Ролі в театрі
- 1977 : Марія Тюдор Віктора Гюго (постановка Деніса Шалема), Вища національна консерваторія драматичного мистецтва
- 1980 : Береніс Расіна (постановка Антуана Вітеса), Театр Нантерр-Амандрі (Нантерр), Національний театр Ніцци
- 1980 : Комічна ілюзія Корнеля (постановка П'єра Романа), Театр Комуни (Сена-Сен-Дені)

## Визнання

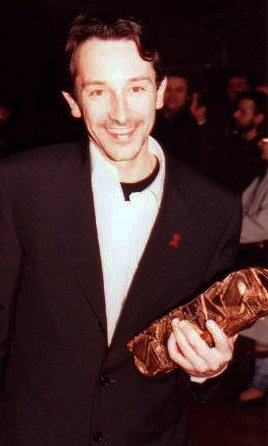
Ж.-Ю. Англад на церемонії «Сезара», 1995

| Рік                                      | Категорія                                               | Номінант                   | Результат |  |
| ---------------------------------------- | ------------------------------------------------------- | -------------------------- | --------- |  |
| Сезар                                    |                                                         |                            |           |  |
| 1984                                     | Найперспективніший актор                                | Поранена людина            | Номінація |  |
| 1984                                     | Найкращий актор другого плану                           | Підземка                   | Номінація |  |
| 1987                                     | Найкращий актор                                         | Тридцять сім і два шоранку | Номінація |  |
| 1990                                     | Найкращий актор                                         | Індійський ноктюрн         | Номінація |  |
| 1995                                     | Найкраща актор другого плану                            | Королева Марго             | Перемога  |  |
| 1996                                     | Найкраща актор другого плану                            | Неллі та пан Арно          | Номінація |  |
| 2010                                     | Найкраща актор другого плану                            | Переслідування             | Номінація |  |
|                                          |                                                         |                            |           |  |
| 1987                                     | Приз Жана Габена                                        | Приз Жана Габена           | Перемога  |  |
| Телевізійний кінофестиваль у Монте-Карло |                                                         |                            |           |  |
| 2012                                     | Золота німфа найкращому акторові у драматичному серіалі | Braquo                     | Номінація |  |